# 李英愛
李英愛（：／ Yi Yeong-Ae，1971年1月31日—），韓國著名女演員，有「氧氣美女」之稱。
自從進入演藝界工作，在東亞、東南亞各地，掀起了強勁的韓流熱潮，大受影迷的歡迎。之後幾年，再進一步風靡世界，熱潮擴大到南亞、中東（特別是伊朗）、非洲（特別是津巴布韋）和歐洲並和宋慧喬、全智賢、金泰希並稱廣告界四大女王。
2009年8月24日，在美國與旅美韓僑企業家郑浩英結婚，兩人相差20歲。2011年誕下一對龍鳳胎。2017年，睽違14年以「師任堂，光之日記」重返小螢幕。

## 演藝事業
李英爱在汉阳大学学习德文时就开始当广告模特，并获得“氧气美女”的称号。20岁时，她拍“AMOND”化妆品广告迅速成名后，继而进入演艺界。她于进入演艺界后当过校园记者，做过电视公益节目主持人，但她发现自己最感兴趣的是当演员。于是她一边工作，一边兼修了中央大学电影戏剧硕士研究生:118。1993年，李英爱接拍SBS电视剧《你家的老公如何》，开始了影视生涯，并凭此剧获得了SBS电视台最佳新人奖。此后，她先后拍摄了《爱情与婚姻》、《医家兄弟》、《罗曼史》、《最爱是谁》、《火花》等多部电视剧:118。
2000年，她憑藉著與頂級男星李炳憲、宋康昊合演的電影《JSA安全地帶》，獲得了廣大的好評及高票房。香港導演陳可辛也因此片賞識她，李英愛接拍陳第一部港韓合作的電影《春逝》。
李英愛是較早為台灣所熟知及喜愛的韓國演員，2000年李英愛與車仁表及李璟榮主演的電視劇《火花》，成為早期在台灣播出的韓劇中，第一部獲得許多台灣觀眾注意的韓劇，《火花》是台灣韓流的先驅，從此打開韓劇在台灣的市場。
2003年，得到MBC電視臺的邀請主演重頭電視劇《大長今》，轟動了亞洲各地，掀起全亞洲的大長今熱，並隨帶引發韓劇觀看熱潮。在台湾2000年代甚至电视台午后重播大剧集数月，李英愛憑借《大長今》電視劇，走進全世界的家庭，《大長今》在世界60餘國上演，讓李英愛享譽國際。 
緊接之後，2005年主演的犯罪電影《親切的金子》上映，得到各方好評，並獲得青龙奖影后殊榮。李英愛曾表示，她會願意嘗試各種各樣的演員角色，像在《大長今》和以後一個非常不同的《親切的金子》角色。她說她從未忘掉一件事情，演藝需要從她的內心裡演出。
李英愛是亞洲的韓流巨星，被邀請訪問臺灣、香港、新加坡、中國和日本，大受影迷的歡迎。李英愛也是12年來，日本NHK第一次必須使用NHK大廳主持影迷會的明星。
除了演出電影與電視劇，李英愛也深獲許多活動及廣告商青睞，成為眾多活動的宣傳形象大使與代言人。在2007年為哈爾濱國際冰雪雕塑節作形象大使，許多來自世界各地的影迷，花時間在攝氏零下20度的寒天中等待她。為了促進航業，韓亞航空（韓國的第二大航空公司）繪畫四個她的《大長今》劇照在機身邊上。
李英愛也拍攝了很多商業廣告片。2007年，李英愛在韓國被選為最被信任的產品的代言人。
在2007年9月3日，韓國廣播80周年紀念活動，李英愛被選為為韓國廣播發展做出貢獻的功勞者，榮獲了最高文化獎章。
2009年，李英愛成功申請了漢陽大學該年度下半學期研究生院的戲劇電影系博士課程。自韓國藝人假學歷事件之後，“氧氣美女”李英愛的真實學歷更顯得難能可貴，與為取得畢業證書而草草完成學業的藝人相比，有著極高學習熱情的李英愛顯得格外與眾不同，韓國媒體給予了很高的評價。
2019年，繼《親切的金子》（2005年），李英愛相隔十四年再戰大銀幕，接拍《復仇母親》。

## 慈善公益
除了演藝生涯，李英愛本人熱衷投入很多慈善活動。1997年，她到非洲的埃塞俄比亞，作為非政府組織的親善大使，經歷體會非洲兒童的貧困和疾病。1997年，她來到印度的塔爾沙漠，做印度的最低層的賤民電視節目，後來在2001年出版的自傳《最特別的愛》中，把這些經驗寫在裡面，該書出售的收入，全部捐給慈善機構。
- 2004年，她被任命為聯合國兒童基金會親善大使，自那時起舉行了多次的慈善活動。她捐贈多筆基金給學校和醫院，如在2006年捐贈中國浙江省淳安縣浪川鄉七堡小學，該學校更名為李英愛小學。

- 2014年2月，一對來自台灣懷有身孕夫妻前往韓國旅遊，太太意外早產，龐大的醫療費用和語言無法溝通的情況下，讓這對夫妻和醫院產生誤會。經過四個月細心照料下，女嬰的健康也逐漸好轉。不過台幣四百萬龐大的醫療費，卻困擾著這對夫妻。經過慈濟志工在當地發起募款，獲得許多朋友的幫忙，更有韓國女星李英愛協助了大部分的醫療費用，更親自前往醫院探視女嬰。並且對夫妻倆說這一筆錢不需要歸還給她本人。請他們夫妻倆把錢幫助給更加有需要的人。[5]

- 2015年，李英爱又为在首尔某医院治疗脑肿瘤的越南少年捐献了4000万韓圓（约人民币22.4万元）。而且每次捐款李英爱都很低调，都是受捐机构向媒体爆料才被人们所知晓。

- 2015年，为韩国士官音乐会捐献4亿韓圓（约人民币224万元），还为被地雷炸伤的士兵捐献了医疗费。[6]

- 2016年4月26日，李英爱心系厄瓜多尔地震震区。为灾民捐款32万元人民幣。这笔捐款将用于帮助厄瓜多尔地震灾民购买急需的救护用品。[6]

- 2017年8月24日，李英爱一向热心公益，曾低调捐约5千多万韓圓（約新台幣125萬元）给斯里兰卡作赈灾之用，又为韩国残障基金会的职员举行慰劳宴，鼓励改善残障人士的福利。

- 同年，李英爱为在韩国K9型雷霆自行榴弹砲射击训练中殉职的士兵家人及受伤士兵送上慰问金。李英爱得知这次意外中有一名殉职士兵，遗留下一名18个月的儿子，作为人母的李英爱，表示日后会继续通过基金资助这个孩子，为他支付全额学费，直到孩子大学毕业。[7]

- 2017年11月20日，韩国浦项地震后，李英爱为韩国残疾人基金捐献了1亿6百万韓圓，接受李英爱捐款的慈善基金相关负责人表示，李英爱一直非常感激伊朗观众对《大长今》的喜爱，在得知兩伊邊境地震後，许多災民流离失所后，李英爱决心为他们做点什么，李英爱的这笔捐款将用于帮助兩伊 和韩国浦项地区的地震灾民。[8]

- 2021年7月， 李英爱为弱势群体捐款百万元，救助疫情中受困群体。[9]

- 2022年11月，李英爱为梨泰院踩踏事故中俄籍罹難者家屬部分出資，讓罹難者遺體得以送回俄羅斯。[10]

## 其他工作
2017年11月23日，李英愛受韓國總統文在寅之邀出席在青瓦台舉行的烏茲別克總統肖開提·米爾則亞耶夫訪韓國宴。

## 演出作品

### 電視劇
| 年份 | 電視台 | 劇集                  | 角色                     |
| ---- | ------ | --------------------- | ------------------------ |
| 1993 | SBS    | 妳家的老公如何        | 都道熙                   |
| 1994 | SBS    | 奔馳                  | 吳靜恩                   |
| 1995 | MBC    | 愛與結婚              | 吳恩知                   |
| 1995 | SBS    | 車神傳說；極速情緣    | 姜東熙                   |
| 1995 | KBS    | 西宮                  | 金介屎                   |
| 1995 | MBC    | 特輯劇－饌品單子      | 朴月南                   |
| 1996 | KBS    | 爸爸                  | 韓世英                   |
| 1996 | MBC    | 他們的擁抱            | 金昇慧                   |
| 1996 | MBC    | 同期的日子            | 朴勇慈                   |
| 1996 | MBC    | 簡易車站              | 金彩媛                   |
| 1997 | MBC    | 醫家兄弟              | 車敏珠                   |
| 1997 | MBC    | 我生存的理由          | 鄭愛淑                   |
| 1997 | SBS    | 因為愛你              | 於優娜                   |
| 1998 | SBS    | 羅曼史                | 韓智淑                   |
| 1998 | MBC    | 法庭風雲              | 李銀芝                   |
| 1999 | KBS    | Drama Special－銀非嶺 | 善惠                     |
| 1999 | SBS    | 愛如潮水；波濤        | 羅允淑                   |
| 1999 | KBS    | 只愛陌生人            | 崔英珠                   |
| 2000 | SBS    | 火花                  | 朴之賢                   |
| 2003 | MBC    | 大長今                | 徐長今                   |
| 2017 | SBS    | 師任堂，光的日記      | 申師任堂／徐智允         |
| 2018 | JTBC   | 我的ID是江南美人      | （特別演出）             |
| 2021 | SBS    | 模範計程車            | （特別聲演）             |
| 2021 | JTBC   | 具景伊                | 具景伊                   |
| 2023 | SBS    | 模範計程車2           | 電話接待配音（特別聲演） |
| 2023 | tvN    | 大指揮家：弦上的真相  | 车世音                   |
| 2025 | KBS    | 恩秀的好日子          | 姜恩秀                   |

### 電影
| 年份 | 片名        | 角色   |
| ---- | ----------- | ------ |
| 1996 | 情陷撒哈拉  | 李香   |
| 1998 | 初吻        | 敏珠   |
| 2000 | JSA安全地帶 | 張蘇菲 |
| 2001 | 最後的禮物  | 朴貞燕 |
| 2001 | 春逝        | 韓恩守 |
| 2005 | 親切的金子  | 李金子 |
| 2019 | 復仇母親    | 徐正妍 |

## 出版
| 年份   | 書名                                                     | 作者                               | 譯者   | 出版社     | ISBN               |
| ------ | -------------------------------------------------------- | ---------------------------------- | ------ | ---------- | ------------------ |
| 2001年 | 《最特別的愛》                                           | 李英愛                             |        | 尖端       | ISBN 9789571023564 |
| 2015年 | 《李英愛的晚餐：從韓國飲食文化發現的美麗故事》（韓語：이영애의 만찬） | 李英愛（韓語：이영애），洪珠榮（韓語：홍주영） | 葛增娜 | TRENDY文化 | ISBN 9789869108621 |

## 獎項
| 年份 | 頒獎典禮                        | 獎項                       | 作品               |
| ---- | ------------------------------- | -------------------------- | ------------------ |
| 1993 | SBS演技大賞                     | 新人獎                     | 《你家的丈夫怎樣》 |
| 1995 | MBC演技大賞                     | 人氣獎                     | 《西宮》           |
| 1996 | MBC演技大賞                     | 最優秀演技獎               | 《他們的擁抱》     |
| 1997 | SBS演技大賞                     | 女子最優秀演技獎           | 《因為愛你》       |
| 1998 | SBS演技大賞                     | 女子最優秀演技獎           | 《羅曼史》         |
| 1999 | KBS演技大賞                     | 女子部門人氣獎             | 《只愛陌生人》     |
| 2001 | 第2屆大韓民國影像大展           | 年度最佳電影演員獎         | 《JSA安全地帶》    |
| 2001 | 第2屆釜山電影評論家協會獎       | 最佳女主角獎               | 《春逝》           |
| 2002 | 第25屆黃金攝影獎                | 年度最佳電影演員獎         | 《最後的禮物》     |
| 2003 | MBC演技大賞                     | 大賞                       | 《大長今》         |
| 2005 | 第26屆青龍電影獎                | 最佳女演員獎               | 《親切的金子》     |
| 2005 | 第8届Director's CUT Awards      | 最佳女演員獎               | 《親切的金子》     |
| 2005 | 第38届西班牙西切斯国际電影節    | 最佳女演員獎               | 《親切的金子》     |
| 2006 | 第42屆百想藝術大賞              | 電影部門最優秀演技獎       | 《親切的金子》     |
| 2006 | 第43屆大鐘獎                    | 最受歡迎女演員             | 《親切的金子》     |
| 2006 | 第8屆馬尼拉國際電影節           | 最佳女主角                 | 《親切的金子》     |
| 2007 | 韓國廣播80周年                  | 最高文化獎章               |                    |
| 2007 | 第15届春史電影賞                | 韓流文化大獎               |                    |
| 2015 | 第10屆首爾國際電視節            | 演員部門10周年韓流貢獻大賞 |                    |
| 2015 | 第2屆大韓民國史劇耀眼明星受賞式 | 韓國史劇耀眼明星獎         |                    |
| 2020 | 第25屆春史電影獎                | 最佳女演員獎               | 《復仇母親》       |
| 2024 | 第17屆亞洲電影大獎              | 卓越亞洲電影人大獎         |                    |

## 外部連結
- 李英愛的Instagram帳戶
- 李英爱在伊朗官方博客 （页面存档备份，存于）（波斯文）
- NAVER （页面存档备份，存于）
- 李英愛在互联网电影资料库（IMDb）上的資料（英文）